# Nigel de Jong
Nigel de Jong (Amszterdam, 1984. november 30. –) holland válogatott labdarúgó, a katari al-Shahania játékosa. Apja, Jerry de Jong is labdarúgó volt.

## Pályafutása

### Ajax
2002. október 19-én debütált az Ajax Amszterdam profi csapatában. Hamar a szurkolók kedvence lett. Sokszor inkább a védelemben szerepelt. Később már csak a cserepadon jutott neki hely.

### Hamburg
2006 januárjában de Jong aláírt a német Hamburger SV csapatához. Gólok terén sokszor meghatározó szerepet játszott.

### Manchester City
2009. január 21-én szerződtette az élvonalban szereplő Manchester City 16 millió fontért. A Newcastle United ellen már pályára is lépett január 28-án.

## A holland válogatottban
2004. március 31-én debütált a holland válogatottban a Franciaország elleni barátságos mérkőzésen. Nem vett részt a 2004-es Európa bajnokságon, a 2006-os világbajnokságon szintén nem, akkor térsérülése miatt kellett kihagynia a tornát.
A 2008-as Európa bajnokságon már Van Basten meghívta a keretbe, az Olaszország elleni mérkőzést végigjátszotta, csapata 3-0-ra győzött. De Jong itt még egy sárga lapot is kapott, Massimo Ambrosini buktatásáért. Szintén kezdő volt Franciaország ellen is, ekkor a holland válogatott 4-1-es sikert aratott. Néha hátvédként is játszott, volt úgy, hogy helyette Orlando Engelaar játszott védekező középpályásként. Ez csak akkor fordult elő, ha a holland válogatott 4-2-3-1-es felállással lépett pályára. Első gólját a 2010-es vb selejtezőn szerezte Izland ellen.
| #  | Dátum           | Helyszín                            | Ellenfél | Gólok | Eredmény | Kiírás                         |
| -- | --------------- | ----------------------------------- | -------- | ----- | -------- | ------------------------------ |
| 1. | 2009. június 6. | Laugardalsvöllur, Reykjavík, Izland | Izland   | 0–1   | 1–2      | 2010-es világbajnoki selejtező |

## Sikerei díjai
- Az év sportolója Amszterdamban 2002-ben